# Sencenac-Puy-de-Fourches
Sencenac-Puy-de-Fourches è un comune francese di 221 abitanti situato nel dipartimento della Dordogna, nella regione della Nuova Aquitania.

## Società

### Evoluzione demografica
Abitanti censiti